# Trolejbusy w Ostrawie

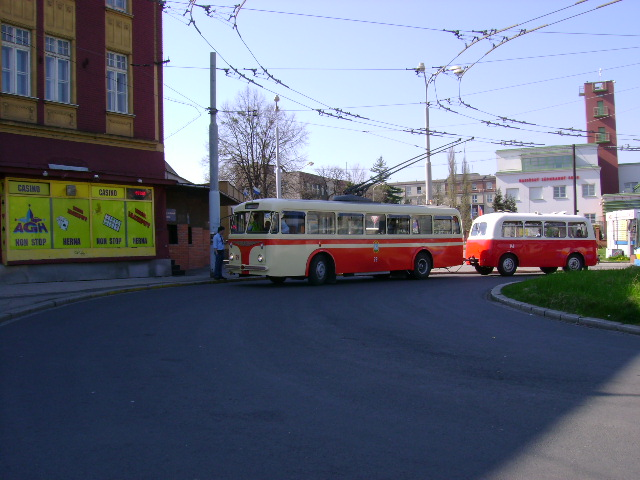
Historyczny trolejbus Škoda 8Tr z doczepą Karosa B 40 na placu Republikańskim

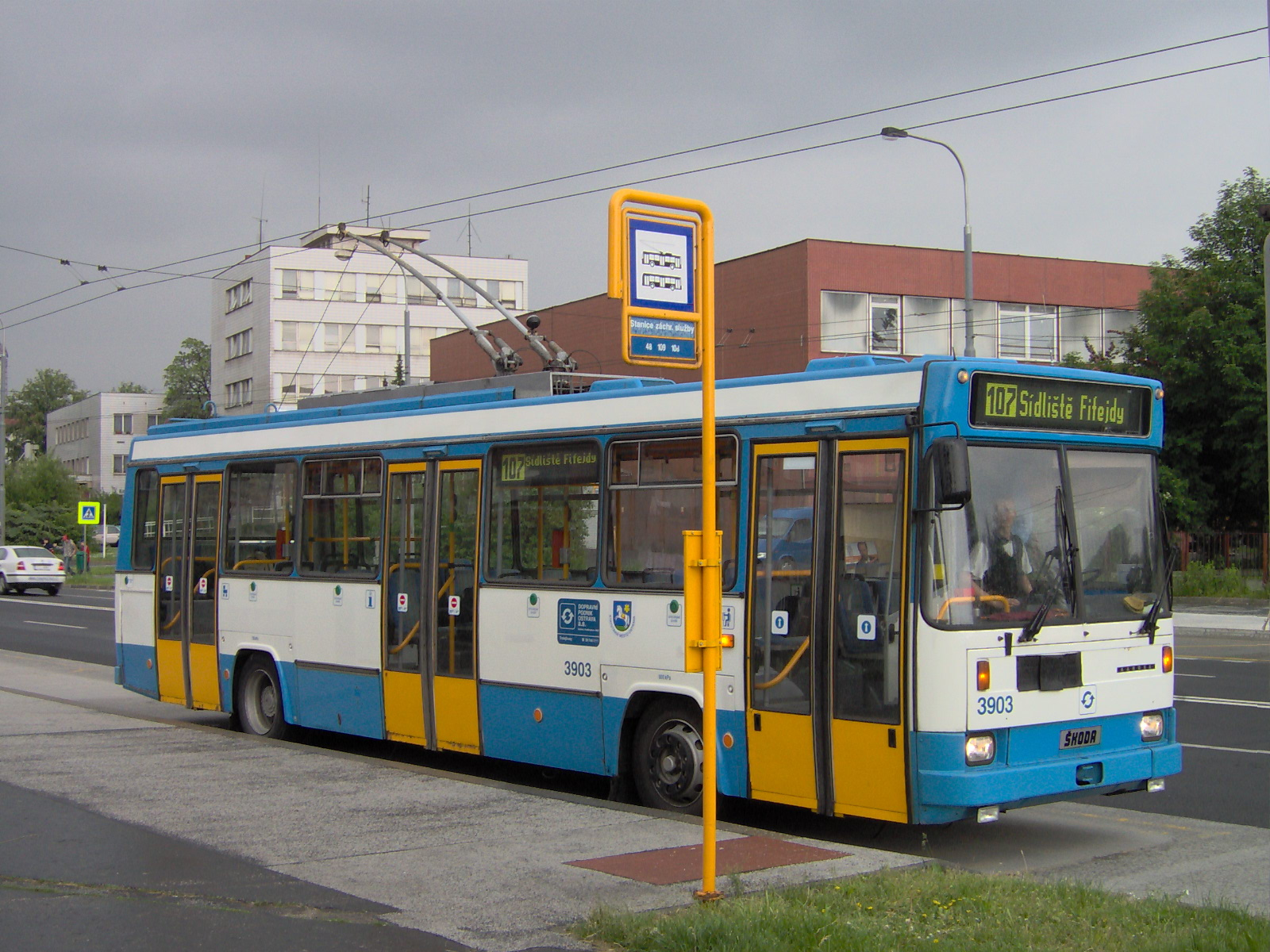
Škoda 17Tr

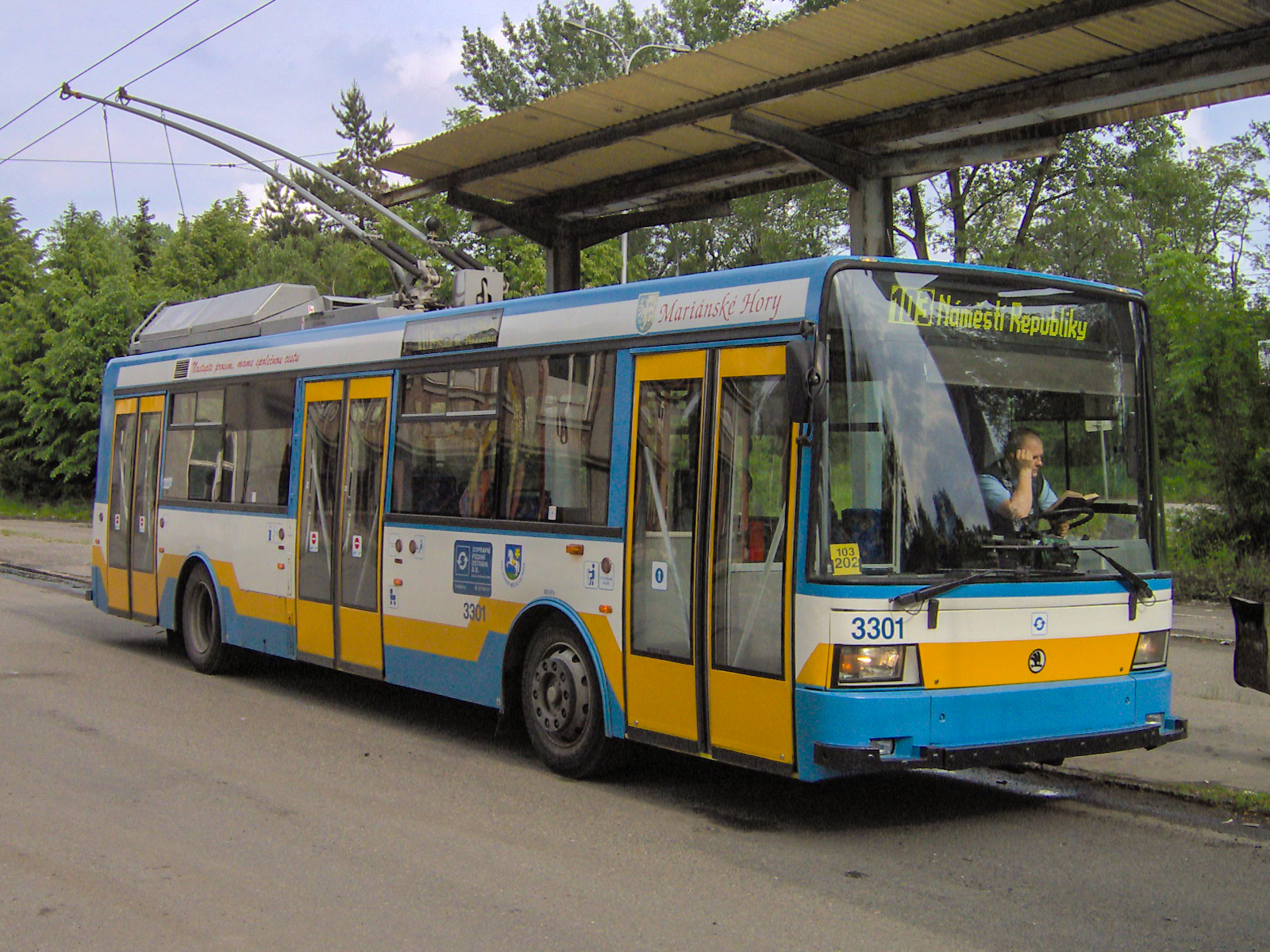
Ostrawski niskopodłogowy trolejbus Škoda 21Tr

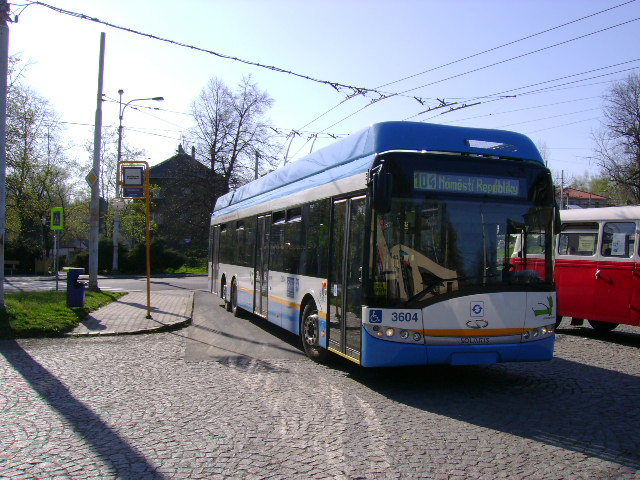
Solaris Trollino 15AC III na pętli Michalkovice

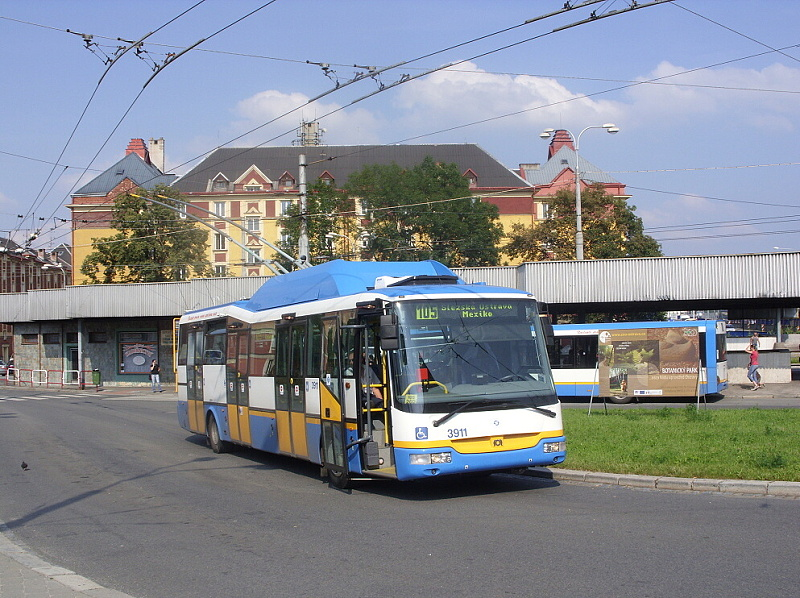
Pierwszy Ostrawski SOR TN 12 C

Trolejbusy w Ostrawie – system komunikacji trolejbusowej w Ostrawie.

## Historia

### Lata 50. i 60. XX wieku
Podobnie, jak w innych miastach ówczesnej Czechosłowacji, tak i w Ostrawie zbudowano po II wojnie światowej sieć trolejbusową. Wprowadzenie komunikacji trolejbusowej w tym mieście rozważano już pod koniec wojny i bezpośrednio po niej. Budowa pierwszej linii trolejbusowej rozpoczęła się jednak dopiero na początku 1952 roku. Pierwsza wybudowana linia była okrężna i łączyła Plac Republiki przez Prokešovo náměstí (wówczas Stalinovo náměstí) z Jirską osadą. Na tym odcinku funkcjonowały dwie (okrężne przeciwbieżne) linie. Następnie rozpoczęto rozbudowę sieci i 31 sierpnia 1952 uruchomiono nową linię do Hrušova. W tym miejscu powstała też w Ostrawie pierwsza zajezdnia trolejbusowa. Rok później, w grudniu 1953, pierwsze trolejbusy pojechały na trasie do Michálkovic (po trasie dawnego tramwaju wąskotorowego). W roku 1957 trolejbusy zaczęły dojeżdżać do głównego dworca kolejowego.
Na przełomie lat 50. i 60. doszło do zasadniczych zmian w organizacji komunikacji w historycznym centrum Morawskiej Ostrawy. Wąskotorowe linie tramwajowe były stopniowo likwidowane i zastępowane przez linie trolejbusowe. Kolejne lata oznaczały dla ostrawskich trolejbusów zahamowanie rozwoju. Jego pierwszą oznaką było stworzenie strefy ruchu pieszego w centrum miasta, przez co zlikwidowano tam linie trolejbusowe. W ścisłym centrum Ostrawy, w różnym czasie, kursowały tramwaje parowe, tramwaje elektryczne normalnotorowe, tramwaje elektryczne wąskotorowe, autobusy, trolejbusy, a współcześnie również minibusy.
Ważnym wydarzeniem było czasowe zawieszenie kursowania na odcinku sieci przed głównym dworcem kolejowym w 1967 roku (ze względu na rozbudowę gmachu). Ruch trolejbusowy przed dworcem został przywrócony w pierwotnej postaci po zakończeniu przebudowy w sierpniu 1974.

### Od lat 70. do współczesności
Największym wydarzeniem lat 70. był wypadek, który miał miejsce 25 listopada 1976 roku. Pod Mostem Pionýrů, na którym funkcjonowała linia trolejbusowa, eksplodowała rura gazociągu. W wyniku eksplozji most został kompletnie zniszczony. Zniszczeniu uległ również przejeżdżający trolejbus, a pasażerowie pojazdu zostali ranni. Po wypadku wzniesiony został most prowizoryczny, który służył trolejbusom aż do czasu ukończenia odbudowy zniszczonego mostu 30 czerwca 1986 roku.
Między rokiem 1979 a 1980 uruchomiono dwie nowe linie, które miały za zadanie obsłużyć osiedle mieszkaniowe Fifejdy. W 1985 roku uruchomiono kolejną linię, tym razem po wschodniej, śląskiej części miasta: prowadziła ona do kopalni węgla kamiennego „Heřmanice” (wówczas „Czerwony Październik”). Ten fragment sieci był jeszcze rozbudowywany w kierunku zachodnim, jednakże nadchodząca likwidacja kopalni zmniejszyła znaczenie tego odcinka. W następnych latach następowały dalsze rozbudowy. Najnowszym odcinkiem sieci, oddanym do eksploatacji we wrześniu 2013 roku, jest odcinek do Centrum Handlowego „Karolina” (ul. Porážková).

## Tabor
Jako pierwsze dostarczono pojazdy Škoda 7Tr, ale nie sprawdziły się i zostały sprzedane po roku do Pardubic. W międzyczasie zakupiono 20 sztuk trzyosiowych trolejbusów Tatra T 400. W latach 1958 i 1960 dostarczono pojazdy 8Tr (21 samochodów). Od 1962 roku zaczęto sprowadzać wozy Škoda 9Tr (do 1981 w sumie 72 + 3 używane z Pardubic). Wozy 14Tr są w Ostrawie eksploatowane od 1984 roku. W 1986 roku zostały dostarczone do Ostrawy dwa przegubowe trolejbusy Škoda-Sanos S 200Tr, trzy lata później przeniesione do Zlina w zamian za przegubowe pojazdy Škoda 15Tr, które były pierwszymi liniowymi pojazdami przegubowymi tego typu w Ostrawie. Potem sprowadzono jeszcze 10 sztuk tego modelu. W 1996 roku został uruchomiony pierwszy prototyp modelu Škoda 17Tr. W latach 1997 i 2002 zostały dostarczone do Ostrawy niskopodłogowe Škody 21Tr. Obecnie flota niskopodłogowych trolejbusów Ostrawy składa się także z pojazdów serii Solaris Trollino.
W styczniu 2011 było w eksploatacji łącznie 65 pojazdów:
| Ilustracja | Typ                 | Modyfikacje            |
| ---------- | ------------------- | ---------------------- |
|            | Škoda 14Tr          | Škoda 14Tr             |
|            | Škoda 15Tr          | Škoda 15TrR            |
|            | Škoda 21Tr          | Škoda 21Tr             |
|            | Solaris Trollino 12 | Solaris Trollino 12 AC |
|            | Solaris Trollino 15 | Solaris Trollino 15 AC |
|            | Solaris Trollino 18 | Solaris Trollino 18 AC |
|            | SOR TN 12           | SOR TN 12 C            |